# Pseudochirops coronatus
Pseudochirops coronatus är en pungdjursart som först beskrevs av Thomas 1897. Pseudochirops coronatus ingår i släktet Pseudochirops och familjen ringsvanspungråttor. IUCN kategoriserar arten globalt som sårbar. Inga underarter finns listade.
Pungdjuret förekommer på Fågelhuvudhalvön, Nya Guinea. Arten vistas där i bergstrakter som är 1000 till 2200 meter höga. Habitatet utgörs av tropisk regnskog.